# Rio Dragoteanu
O Rio Dragoteanu é um rio da Romênia, afluente do Muncelu, localizado no distrito de Bihor.